# Schizomavella mamillata
Schizomavella mamillata är en mossdjursart som först beskrevs av Walter Douglas Hincks 1880.  Schizomavella mamillata ingår i släktet Schizomavella och familjen Bitectiporidae. Inga underarter finns listade i Catalogue of Life.